# Hang On Sloopy
"Hang On Sloopy" is een nummer geschreven door Wes Farrell en Bert Berns. Het werd een succes in de versie van de Amerikaanse band The McCoys, die het in juli 1965 als single uitbracht.

## Achtergrond
"Hang On Sloopy" zou geïnspireerd zijn door jazzzangeres Dorothy Sloop. Het werd in 1964 voor het eerst opgenomen door The Vibrations onder de oorspronkelijke titel "My Girl Sloopy". Hun versie behaalde dat jaar plaats 26 in de Amerikaanse Billboard Hot 100. De Britse band The Yardbirds leerde het nummer dat jaar via hun toenmalige gitarist Eric Clapton kennen. Op 13 april 1965 namen zij hun eigen versie op, alhoewel Clapton op dat moment al vervangen was door Jeff Beck. Later dat jaar stond het op hun Britse ep Five Yardbirds en hun Amerikaanse album For Your Love.

### Versie van The McCoys
Begin 1965 was de Amerikaanse band The Strangeloves op zoek naar een opvolger van hun hitsingle "I Want Candy" en kwamen zij uit bij "My Girl Sloopy". Hun supportact The Dave Clark Five liet hen echter weten dat zij bij hun terugkeer naar hun thuisland Engeland een eigen versie op gingen nemen met het arrangement van The Strangeloves. Aangezien "I Want Candy" het nog steeds goed deed en The Strangeloves dachten dat de versie van The Dave Clark Five een hit zou worden, namen zij het niet op.
In juli 1965 hadden The Strangeloves met de groep Rick and the Raiders een nieuw voorprogramma. The Strangeloves hadden al een instrumentale track van "My Girl Sloopy" klaar en vroegen Rick and the Raiders om het in te zingen, wat werd gedaan door Rick Zehringer. De groep veranderde later hun naam naar The McCoys om verwarring met de destijds populaire Paul Revere & the Raiders te voorkomen. Zehringer veranderde tevens zijn artiestennaam in Rick Derringer. De band nam drie coupletten op, waarvan er twee op de single verschenen; het derde couplet kwam in 1970 pas voor het eerst uit op het compilatiealbum Bang & Shout Super Hits. De titel was tevens veranderd in "Hang On Sloopy". Saillant detail is that The Dave Clark Five hun eigen versie nooit zouden uitbrengen.
"Hang On Sloopy" werd een grote hit. Het bereikte de nummer 1-positie in de Billboard Hot 100 en de vijfde plaats in de Britse UK Singles Chart. Ook in onder meer Duitsland en Oostenrijk werd de top 10 gehaald. In Nederland piekte de single op plaats 21 in de Top 40, terwijl in Vlaanderen de dertiende positie in een voorloper van de Ultratop 50 werd gehaald.

### Overig
Andere artiesten die "Hang On Sloopy" hebben opgenomen, zijn onder meer Jonathan King (als Sakkarin), The Lettermen, The Ramsey Lewis Trio, David Porter, en The Sandpipers. Rick Derringer nam het zelf in 1975 opnieuw op, waarmee hij tot plaats 94 in de Billboard Hot 100 kwam. De versie van Lewis ontving in 1974 een Grammy Award in de categorie Best R&B Instrumental Performance. Frank Valentino en Zware Jongens brachten in respectievelijk 1992 en 2001 Nederlandstalige versies uit.
"Hang On Sloopy" werd populair in de staat Ohio, nadat de showband van de Ohio State University het tijdens Americanfootballwedstrijden speelde. Later werd het ook gezongen door het publiek van diverse sportteams uit Ohio. Op 20 november 1985 werd het door het deelstaatparlement van Ohio tevens uitgeroepen tot het officiële rocklied van de staat.

## Hitnoteringen

### Nederlandse Top 40
| Hitnotering: 23-10-1965 t/m 04-12-1965 | Hitnotering: 23-10-1965 t/m 04-12-1965 | Hitnotering: 23-10-1965 t/m 04-12-1965 | Hitnotering: 23-10-1965 t/m 04-12-1965 | Hitnotering: 23-10-1965 t/m 04-12-1965 | Hitnotering: 23-10-1965 t/m 04-12-1965 | Hitnotering: 23-10-1965 t/m 04-12-1965 | Hitnotering: 23-10-1965 t/m 04-12-1965 | Hitnotering: 23-10-1965 t/m 04-12-1965 |
| Week                                   | 1                                      | 2                                      | 3                                      | 4                                      | 5                                      | 6                                      | 7                                      |                                        |
| -------------------------------------- | -------------------------------------- | -------------------------------------- | -------------------------------------- | -------------------------------------- | -------------------------------------- | -------------------------------------- | -------------------------------------- | -------------------------------------- |
| Nummer                                 | 26                                     | 21                                     | 23                                     | 25                                     | 26                                     | 28                                     | 30                                     | uit                                    |

### NPO Radio 2 Top 2000
| Nummer met noteringen in de NPO Radio 2 Top 2000 | '99  | '00  |
| ------------------------------------------------ | ---- | ---- |
| Hang On Sloopy                                   | 1882 | 1712 |

1. ↑  Een vetgedrukt getal geeft de hoogste notering aan.
2. ↑  Deze tabel is bijgewerkt tot en met de laatste editie (2024).